# Johanna Mo
Johanna Elisabeth Mo assina como Johanna Mo (27 de março de 1976, Kalmar). Trabalhou por 20 anos como revisora, leitora na área da edição, crítica literária e tradutora. Hoje é escritora de romances em tempo integral.

## Biografia
Johanna Mo é natural de Kalmar, Suécia, onde passou a infância, e vive atualmente em Estocolmo.
O pássaro noturno é o seu oitavo livro, e o primeiro da série Os crimes de Öland, que será publicada em 18 países. Esta série policial atingiu imediatamente o estatuto de best-seller após a sua publicação na Suécia, com mais de 150 mil exemplares vendidos até ao momento.
Na Suécia ela foi editora da editora de livros Modernista, trabalhou com revistas como Känguru, 00TAL, Ponton e Gaudeamus, escreveu críticas para os jornais Svenska Dagbladet e Norrköpings Tidningar e fez parte do grupo de roteiro da editora de livros Wahlström & Widstrand. Ela realizou trabalhos freelance para muitos editores e por vários anos ela teve um destaque permanente na revista Skriva. Desde 2020, ela é uma escritora em tempo integral.

## Prémios
Venceu o prémio cultural Pena Dourada (Gyllene Fjädern) e foi nomeada para o Prémio de Romance da Rádio Sueca.

### Série da Helena Mobacke
- Döden tänkte jag mig så (2013)
- Vänd om och var stilla (2014)
- Allting trasigt ska bli helt (2015)
- Jag var tvungen att gå (2019)

### Série Os crimes de Öland
- Nattsångaren (2020) em Portugal: O Pássaro Noturno (Porto Editora, 2021)
- Skuggliljan (2021) em Portugal: O Lírio das Sombras (Porto Editora, 2022)
- Mittlandet (2022)
- Darrgräset (2023)

### Outros
- Får i mig mer liv än jag är van vid (2007)
- Precis så illa är det (2010)
- Svarta änkan (2019)